# 秦嵐
秦 嵐（チン・ラン、Qin Lan、1979年7月17日 - ）は、中華人民共和国の女優。

## 経歴
遼寧省瀋陽市出身。母親の要望で大学では会計学を専攻したが、テレビ局主催の「全国芸能新人大会」に参加し、モデルグループの全国トップ10に入賞したことをきっかけに芸能界入り。2001年のテレビドラマ『大唐情史（原題）』で正式に女優デビューした。時代劇出演が多く、映画『項羽と劉邦 鴻門の会』（2012年）、テレビドラマ『項羽と劉邦 King's War』（2012年）ではいずれも劉邦の妻・呂雉を演じている。2018年のテレビドラマ『瓔珞〜紫禁城に燃ゆる逆襲の王妃〜』で再ブレイクした。
俳優の金城武の大ファンであり、2021年の誕生日会は、スタッフ6人が金城武のマスクを着用し、祝っている。

## 出演作品

### 映画
- 邓小平・1928（2004年）
- 十日天堂（2006年）
- 南京!南京! 南京!南京!（2009年）
- ジャッキー・チェン カンフー・キッド 寻找成龙（2009年）
- 庐山恋2010（2010年）
- Mr.&Mrs.シングル 隐婚男女（2011年）
- 赤い星の生まれ 建党伟业（2011年）
- 母语（2012年）
- 項羽と劉邦 鴻門の会 王的盛宴（2012年）
- 别有动机（2015年）
- 睡在我上铺的兄弟（2016年）
- 泡芙小姐（2018年）
- 超级APP（2018年）
- 香山の春1949 决胜时刻（2019年）
- レイジング・ファイア 怒火·重案（2021年）

### テレビドラマ
- 推新人的故事（1999年）
- 嫁个好男人（2000年）
- 信仰（2001年）
- 不共戴天（2001年）
- 大唐情史（2001年）
- 火凤凰（2001年）
- 还珠格格3（2003年）
- 我和僵尸有个约会3（2003年）
- 龍票 清朝最後の豪商 龙票（2004年）
- 铁血莲花（2004年）
- 風雲2 风云Ⅱ（2005年）
- 护花奇缘（2005年）
- 青天衙门（2005年）
- 中華英雄 中华英雄（2005年）
- 老鼠爱大米（2006年）
- 芙蓉花开（2006年）
- 我家不打烊（2006年）
- 第一茶庄（2006年）
- 绣娘兰馨（2007年）
- 君にささげる花火 伤城之恋（2008年）
- 黑三角（2009年）
- 深宅（2009年）
- 红色电波（2009年）
- 真情错爱（2010年）
- 妈妈我爱你（2011年）
- 新还珠格格（2011年）
- 大唐女将樊梨花（2011年）
- 完美丈夫（2011年）
- 項羽と劉邦 King's War 楚汉传奇（2012年）
- 非缘勿扰（2013年）
- 滚滚红尘（2013年）
- 女人帮・妞儿第二季（2013年）
- 唱・战记（2014年）
- 神雕侠侶 〜天翔ける愛〜 神雕侠侣（2014年）
- 咱们相爱吧（2016年）
- 瓔珞〜紫禁城に燃ゆる逆襲の王妃〜 延禧攻略（2018年）
- 夜空中最闪亮的星（2019年）
- 怪你过分美丽（2020年）
- 民初八行伝 〜正しき反逆者たち〜 民初奇人传（2020年）
- 理性的な人生 理智派生活（2021年）
- 伝家 〜華麗なる一族〜 传家（2022年）
- 華麗なる転身～妻たちの逆襲～ 燦爛的轉身（2023年）